# Peder Agger
Peder Agger (født 31. maj 1940 i København) er professor emeritus, miljø- og økologi-forkæmper.
Agger afsluttede sin karriere i 2010, da han fratrådte sin stilling som professor i miljøplanlægning ved Roskilde Universitetscenter.

## Oversigt over aktiviteter

### Bestyrelser
Medlem af bestyrelserne for:
- eksternt medlem af bestyrelsen for Fonden Fristaden Christiania.

### Formand
I en periode formand for:
- Planfagligt Udvalg i Danmarks Naturfredningsforening foreningens hovedbestyrelse.
- Naturfredningsrådet 0g Naturrådet hvor han havde titel af naturovervismand.
- Det Økologiske Råd.
- Det Etiske Råd.

### Medstifter
Medstifter af:
- Miljøorganisationen NOAH i 1969.
- det økologiske gods- og kollektiv Svanholm i Nordsjælland i 1978.

### Andet
Medredaktør af det tidligere, Naturkampen – socialistisk tidsskrift for miljø, teknik og medicin.